# Església de Sant Martí (Groningen)
L'església de Sant Martí (Martinikerk) és l'església més antiga de Groningen als Països Baixos. Està dedicada a Sant Martí de Tours.